# Alfonso Signorini
Alfonso Signorini, (Milano, 7 de abril de 1964) é um apresentador de televisão italiano.